# Доброслав Йевджевич
Доброслав Йевджевич (на сръбски: Доброслав Јевђевић) е сръбски политик от Югославската национална партия и четнически войвода.

## Биография
Доброслав Йевджевич е роден през 1895 година в Прача в източната част на Босна и Херцеговина, която по това време е окупирана от Австро-Унгария. Учи в Сараево, където се включва в революционната организация Млада Босна, организирала малко по-късно Сараевския атентат. След Първата световна война е член на крайнодясната Организация на югославските националисти, а в началото на 30-те години е депутат от Югославската национална партия.
След разгрома на Югославия в Югославската операция и създаването на Независимата хърватска държава през април 1941 година Йевджевич оглавява сръбски четнически формирования в източна Херцеговина. Той действа в тясно сътрудничество с Илия Бирчанин и установява близки контакти с разположените в областта италиански войски, включвайки се в техни операции срещу комунистическата Югославска народна освободителна армия.
През октомври 1942 година Йевджевич е сред четническите командири, които пряко участват в Операция „Алфа“, при която четнически, италиански и хърватски части изтласкват комунистите от района на Прозор. В началото на следващата година участва и в мащабната Операция „Вайс“, като лично участва в нейната подготовка, срещайки се с италиански и германски представители. След капитулацията на Италия през септември 1943 година Йевджевич поддържа близки отношения с германските войски.
При настъплението на комунистите през пролетта на 1945 година четническите групи в Херцеговина се изтеглят на северозапад. Йевджевич успява да стигне до Италия и след престой в лагера при Гроталие е освободен, въпреки че в Югославия е обвинен в участие в избиването на над 1500 цивилни хървати и мюсюлмани по време на Операция „Алфа“. Той се установява в Рим, където издава вестник и публикува няколко книги със свои спомени от войната.
Доброслав Йевджевич умира на 2 октомври 1962 година в Рим. Погребан е на 6 октомври в римското некатолическо гробище.